# Палацо Росо (Тревизо)
Палацо Росо је насеље у Италији у округу Тревизо, региону Венето.
Према процени из 2011. у насељу је живело 105 становника. Насеље се налази на надморској висини од 41 м.